# Michael Neher
Michael Neher (Monaco di Baviera, 1798 – Monaco di Baviera, 1876) è stato un pittore tedesco.

## Biografia
Figlio di Giuseppe Neher, cittadino e pittore del posto, ma di una famiglia di Biberach an der Riß. Michael ha ricevuto una formazione classica, fu istruito nei rudimenti della pittura da Mitterer e nel 1813 è entrato all'Accademia di Monaco. Dal 1816-1818 ha studiato sotto Matthias Klotz, ed è stato poi impiegato da Angelo Quaglio nel suo lavoro teatrale. Dopo aver lavorato per qualche tempo come scenografo al Teatro di Corte, si recò a Trento, Milano e Trieste. Nel 1819 è stato incoraggiato da Hieronymus Hess, a Roma, per dedicarsi alla pittura. Al suo ritorno a Monaco di Baviera nel 1823 divenne conservatore dell'Unione Art. Nel 1839 dipinse diversi saloni del Hohenschwangen Schloss, dopo schizzi di Schwind, Gasner e Schwanthaler. Lui, invece, nel 1837 si dedicò interamente alla pittura architettonica e viaggiò per migliorare sul Reno e in Belgio. Divenne un membro onorario dell'Accademia di Monaco nel 1876, e vi morì nello stesso anno.